# شكر درق
شكر درق هي قرية في مقاطعة سراب، إيران. عدد سكان هذه القرية هو 18 في سنة 2006.